# Gnophodes parmeno
Gnophodes parmeno is een vlinder uit de onderfamilie Satyrinae van de familie Nymphalidae. De wetenschappelijke naam van de soort is voor het eerst geldig gepubliceerd in 1849 door Edward Doubleday.